# Trädgränsgärdsmyg
Trädgränsgärdsmyg (Thryorchilus browni) är en fågel i familjen gärdsmygar inom ordningen tättingar.

## Utseende och läte
Trädgränsgärdsmygen är en mycket liten och kortstjärtad gärdsmyg. Den är rostfärgad ovan och smutsgrå undersida med tydligt vitt ögonbrynsstreck. Den är mest lik skogsgärdsmygar, men notera vita teckningar på vingarna. Sången är ljus och klingande medan lätena är hårdare och grälande. 

## Utbredning och systematik
Fågeln placeras som enda art i släktet Thryorchilus. Den förekommer i bergstrakter i Centralamerika och behandlas antingen som monotypisk eller delas in i tre underarter med följande utbredning:
- T. b. ridgwayi – centrala Costa Rica (Volcán Turialba och Volcán Irazú)
- T. b. basultoi – sydvästra Costa Rica (Cerros de Dota)
- T. b. browni – västra Panama (Volcán Barú och Volcan de Chiriquí)

## Levnadssätt
Arten hittas i bergsbelägen ungskog och skogskanter från 2200 meters höjd upp till just trädgränsen, framför allt vid stånd av bambu. Den håller sig lågt i tät undervegetation.

## Status
Trädgränsgärdsmygen har ett begränsat utbredningsområde och världspopulationen är relativt litet, uppskattat till mellan 20 000 och 50 000 vuxna individer. Beståndet tros dock vara stabilt. Internationella naturvårdsunionen IUCN kategoriserar därför arten som livskraftig.